# Bubalornis albirostris
Il tessitore dei bufali beccobianco (Bubalornis albirostris (Vieillot, 1817)) è un uccello passeriforme della famiglia dei Ploceidi, endemico dell'Africa subsahariana.

## Descrizione
Il tessitore beccobianco ha un corpo lungo e tozzo, comunemente misura intorno ai 23-24 centimetri. L'adulto si presenta nero con delle  chiazze bianche sul dorso e sulle ali. Il becco a forma di cono, è molto spesso sia per le femmine che per i maschi ma il suo colore solitamente è diverso e può variare dal tipico giallo scuro al bianco (quest'ultimo più frequente negli esemplari maschi).
La femmina adulta non in riproduzione e il maschio sono simili, ma il becco è di color nero. Gli uccelli più giovani hanno un piumaggio marrone scuro.

## Biologia
Questo comune uccello tessitore, può essere facilmente avvistato nelle aperte campagne, soprattutto nei pressi delle coltivazioni. Viaggia sempre con il suo stormo e raramente si allontana. Costruisce inoltre, grandi nidi sugli alberi fatti di piccoli bastoncini intrecciati.
Si tratta di una specie gregaria e socievole che si nutre di cereali e insetti. Quando è in volo con la sua colonia diventa particolarmente rumoroso ed emette una serie di fastidiosi schiamazzi uniti a scricchiolii.